# Bee-Bot
Bee-Bot és un robot creat per la companyia estatunidenca Terrapin dissenyat específicament per ser usat per infants d'edats primerenques, principalment a partir de 2 anys. Aquesta companyia és considerada com una de les companyies especialitzades en LOGO més antigues del món.
El robot té aspecte d'abella i el seu disseny permet introduir els infants en la seqüenciació, l'experimentació, la lògica i la resolució de problemes des d'una vessant lúdica. A més, els infants desenvolupen la lectoescriptura, la psicomotricitat fina, Té en el llom una sèrie de botons (controls) mitjançant els quals els infants poden programar la seqüència desitjada que ha de seguir el robot. Aquests botons són els següents: davant, darrere, esquerra, dreta, esborrar, pausa i inici. D'aquesta manera, aquest, pot realitzar diferents activitats.
La mateixa companyia ofereix un conjunt de materials i una proposta de currículum per tal de poder utilitzar Bee-Bot en l'àmbit escolar. A més, nombroses escoles, organitzacions i empreses desenvolupen les seves pròpies propostes educatives. A més, molts centres educatiusdisposen del robot o la seva aplicació per a tauletes.